# IGA Tennis Classic 1993
IGA Tennis Classic 1993 — жіночий тенісний турнір, що проходив на закритих кортах з твердим покриттям The Greens Country Club в Оклахома-Сіті (США). Належав до турнірів 3-ї категорії в рамках Туру WTA 1993. Турнір відбувся увосьме й тривав з 15 до 21 лютого 1993 року. Третя сіяна Зіна Гаррісон-Джексон здобула титул в одиночному розряді й отримала 27 тис. доларів США.

## Фінальна частина

### Одиночний розряд
Зіна Гаррісон-Джексон —  Патті Фендік 6–2, 6–2
- Для Гаррісон-Джексон це був 1-й титул в одиночному розряді за сезон і 12-й — за кар'єру.

### Парний розряд
Патті Фендік /  Зіна Гаррісон-Джексон —  Катріна Адамс /  Манон Боллеграф 6–3, 6–2